# موسى بيك قرادة

موسى بيك قرادة برفقة سليمان باشا الباروني

 الشيخ موسى بيك قرادة أحد أهم الشخصيات التاريخية التي برزت في الساحة السياسية لمنطقة طرابلس و جبل نفوسة بنهاية القرن التاسع عشر وبدايات القرن العشرين، ولد في منتصف القرن التاسع عشر وعاش بمدينة يفرن بقرية ئند قرادة، وقد تقلد العديد من المناصب والمراكز المهمة داخل ولاية طرابلس العثمانية ولواء جبل نفوسة، حتى تم تعيينه كمتصرف وقائم مقام للواء جبل نفوسة.
حضي موسى بيك قرادة بنفوذ بارز لدى السلطات العثمانية في الباب العالي بالأستانة، وكان ضمن الوفد الذي ذهب للأستانه للتوسط لدى السلطان عبد الحميد الثاني لأطلاق سراح المجاهد سليمان باشا الباروني بعد سجنه بتهم ملفقة. كانت وفاة موسى بيك قرادة في سنة 1933م.